# Холкины
Холкины — деревня в Арбажском районе Кировской области. 

## География
Находится недалеко от правого берега Вятки на расстоянии примерно 24 километров по прямой на север-северо-восток от районного центра поселка Арбаж.

## История
Известна с 1678 года как починок Плешков с 3 дворами, относился к вотчинам Вятского епископа. В 1873 году учтено было здесь (деревня Плешковская или Холкины) дворов 4 и жителей 31, в 1905 7 и 54, в 1926 15 и 64, в 1950 9 и 45, в 1989 году оставалось 3 постоянных жителя. Нынешнее название утвердилось с 1939 года. До января 2021 года входила в состав Сорвижского сельского поселения до его упразднения.

## Население
Постоянное население составляло 2 человека (русские 100%) в 2002 году, 3 в 2010.